# Deining
Deining é um município da Alemanha, no distrito de Neumarkt, na região administrativa de Oberpfalz, estado de Baviera.